# 瓦夫尔地区马农库尔
瓦夫尔地区马农库尔（法語：Manoncourt-en-Woëvre，法語發音：[manɔ̃kuʁ ɑ̃ wavʁ]）是法国默尔特-摩泽尔省的一个市镇，位于该省中南部，属于图勒区。

## 地理
瓦夫尔地区马农库尔（48°46'59"N, 5°55'31"E）面积10.56 平方千米，位于法国大東部大區默尔特-摩泽尔省，该省份为法国东北部内陆省份，是洛林的一部分，北邻比利时、卢森堡，北起顺时针与摩泽尔省、下莱茵省、孚日省和默兹省接壤。
与瓦夫尔地区马农库尔接壤的市镇（或旧市镇、城区）包括：昂迪伊、阿夫兰维尔、多梅夫尔昂艾、弗朗什维尔、米诺维尔、罗热维尔、罗西耶尔昂艾、鲁瓦约梅、特朗布勒库尔。

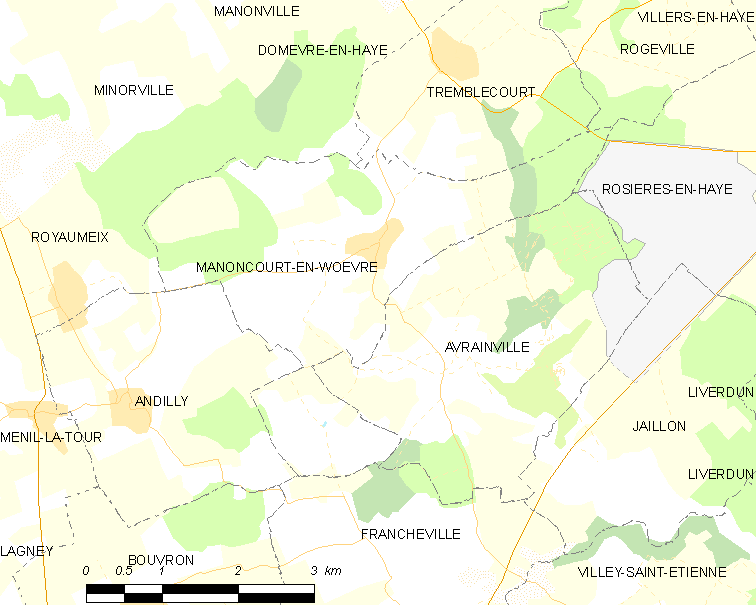
瓦夫尔地区马农库尔的OSM定位图

瓦夫尔地区马农库尔的时区为UTC+01:00、UTC+02:00（夏令时）。

## 行政
瓦夫尔地区马农库尔的邮政编码为54385，INSEE市镇编码为54346。

## 政治
瓦夫尔地区马农库尔所属的省级选区为北图卢瓦县。

## 人口

1962-2008年间瓦夫尔地区马农库尔人口变化图示

瓦夫尔地区马农库尔于2022年1月1日时的人口数量为254人。